# Neocurupira rotalapiscula
Neocurupira rotalapiscula är en tvåvingeart som beskrevs av Craig 1969. Neocurupira rotalapiscula ingår i släktet Neocurupira och familjen Blephariceridae. Inga underarter finns listade i Catalogue of Life.